# Lao theung
I lao theung, o lao thoeng (in lao: ລາວເທິງ) sono un gruppo di etnie del Laos di origine mon khmer e fanno parte delle popolazioni di lingua austroasiatica. Il termine significa laotiani medi (delle terre intermedie), abitano infatti le zone basse delle montagne, e si differenziano dagli altri due gruppi etnici laotiani: i lao loum, laotiani bassi (delle pianure), e i lao soung , laotiani alti (delle tribù di montagna). Erano anche chiamati kha (letteralmente: "schiavi" o "servitori") dall'etnia dominante lao.
Nel gruppo lao theung vi sono diverse tribù, stanziate lungo tutta la valle del Mekong.

## Storia
La migrazione dei khmu e dei mon khmer avvenne nella preistoria e furono probabilmente i primi abitanti del sud-est asiatico, dove occuparono le fertili pianure del Mekong coltivando il riso. La migrazione successiva, quella dei tai kadai, il cui ramo in questa zona avrebbe preso il sopravvento sulle terre dei lao loum, è avvenuta circa 1000 anni fa dalla Cina meridionale. I lao theung soccombettero ai nuovi arrivati e furono costretti a spostarsi negli altopiani e nelle zone basse delle montagne, dove ancora oggi la maggior parte è stanziata.
In quel periodo i lao loum (bassi lao o lao delle pianure, il gruppo di etnie comprendenti i lao), gli assegnarono il soprannome khaa (Lao: ຂ້າ), letteralmente schiavi, e li impiegarono per svolgere i lavori più umili.
Durante una cerimonia annuale nel Regno di Luang Prabang, nel Laos settentrionale, c'era l'usanza da parte del sovrano di fare pagamenti simbolici per la terra ai rappresentanti delle tribù lao theung, che in cambio riconoscevano l'autorità reale.
La colonizzazione francese del Laos della seconda metà dell'Ottocento, fece nascere tra i theung la speranza di ottenere la parità dei diritti, che fu però infranta dal diverso trattamento che gli occupanti riservarono alle due etnie, tanto che nei primi anni del Novecento si registrarono gravi episodi di rivolta theung sia contro le truppe di occupazione che contro i loum.
Durante la guerra civile che seguì la cacciata dei francesi, i lao theung si schierarono con i ribelli del Pathet Lao, e, quando questi trionfarono, i lao theung ottennero un sensibile miglioramento delle condizioni di vita, riuscendo anche ad ottenere impieghi nelle pubbliche amministrazioni. Il loro standard di vita rimane comunque inferiore a quello dell'etnia dominante.

## Demografia
Secondo il censimento del Laos del 1985, i lao theung sono circa il 24% della popolazione, i lao loum il 66% ed i lao soung circa il 10%. Dal momento dell'insediazione del Pathet Lao nel 1975, il numero di impiegati theung e soung nell'amministrazione pubblica è aumentato, ma nel 1983 era ancora sotto-proporzionato.
Fra le tante tribù comprese nel gruppo dei theung ci sono i khmu e i lamet al nord, i catang e i makong nel centro, i loven e i lavae al sud. Alcune sono stanziate da secoli anche sulla sponda opposta del Mekong, che adesso è la regione thailandese dell'Isan.
I censimenti hanno fatto distinzioni solo fra lao loum, theung e soung, e ogni cittadino sa a quale di questi gruppi appartiene, quindi è difficile fare una stima di quanta gente componga ogni tribù.